# Selçuk (stad)
Selçuk is een stad en het bestuurlijk centrum van het gelijknamige district in de Turkse provincie İzmir. 
De stad ligt op 18 kilometer ten noordoosten van Kuşadası, 3 kilometer ten noordoosten van Efeze en 7 kilometer van het Huis van de maagd Maria, Meryem Ana. De naam is afkomstig van de Seltsjoeken, die zich in de 12e eeuw in deze regio vestigden. De stad heette tot in het begin van de 20e eeuw Ayasoluk, wat afgeleid is van de Griekse naam Agios Theologos.

## Toerisme
Selçuk geldt als een van de belangrijkste toeristische centra van Turkije.
In de stad bevinden zich onder andere een aantal 14e-eeuwse moskeeën, de overblijfselen van een Romeins aquaduct en een paar Ottomaanse huizen. Vlakbij ligt de heuvel van Ayasoluk, waarop zich de ruïne bevindt van de basiliek van de heilige Johannes, gebouwd boven het graf van de apostel Johannes. Hogerop bevindt zich nog een citadel met de ruïnes van onder meer een moskee.
Aan de voet van de heuvel bevindt zich onder meer de Isa Bey-moskee uit de 14e eeuw, met ernaast de Isa Bey Hammam, de resten van de tempel van Artemis (een van de zeven wereldwonderen van de antieke wereld) en een Romeins-Byzantijns waterreservoir dat het eindpunt was van het Romeinse aquaduct.
De stad heeft een spoorwegstation en vlakbij ook een spoorwegmuseum, van waaruit af en toe ritten met stoomtreinen worden georganiseerd.
In januari worden hier kamelengevechten gehouden. Vroeger gebeurde dat in het antieke stadion van Efeze, nu op het Pamucakstrand, 10 kilometer ten westen van Selçuk.
8 kilometer ten oosten van Selçuk ligt het dorp Sirince, dat tot de bevolkingsuitwisseling van 1924 hoofdzakelijk door christelijke Grieken werd bewoond. Vandaag staan er een paar verlaten kerken in het dorp, dat volgens de overlevering de plaats is waar de hemelvaart van Maria plaatsvond. De laatste jaren wordt het dorp druk bezocht door toeristen.
14 kilometer naar het noordoosten ligt het Belevi-mausoleum van de Seleucidische koning Antiochus II Theos (261-246 v Chr). Het was het grootste mausoleum in Anatolië na het mausoleum van Halicarnassus (een van de zeven wereldwonderen), waarop het lijkt, al is het veel beter bewaard. Vlakbij op een heuvel ligt het zogenaamde "geitenkasteel" (Keçi Kalesi), een klein Byzantijns fort.
Ruim 15 kilometer ten noordwesten van Selçuk, vlak bij de kust, liggen de ruïnes van het antieke heiligdom Clarus en de stad Notion.
- Bibliothèque nationale de France: cb11962273b (data)
- Gemeinsame Normdatei: 7616791-4
- Library of Congress Control Number: n91065711
- Nationale Bibliotheek van Tsjechië: ge351166
- Nationale Bibliotheek van Israël: 987007565389005171
- Virtual International Authority File: 124472017
- WorldCat: E39PBJwdbyDmD7hc4MjDqDmw4q